# Tuntum
Tuntum est une municipalité brésilienne située dans l'État du Maranhão.